# Anne Lennard, contessa di Sussex
Contessa Anne Lennard (Westminster, 25 febbraio 1661 – 16 maggio 1721 o 1722) è stata una nobile britannica già Lady Anne FitzRoy, era la figlia maggiore di Barbara Villiers, amante del re Carlo II.
Fu la moglie di Thomas Lennard, I conte del Sussex.
Nata Lady Anne Palmer a Westminster, fu la prima figlia di Barbara Villiers, unica figlia di William Villiers, II° visconte Grandison, e la moglie di Roger Palmer, I conte di Castlemaine, fu anche una delle amanti del re Carlo II. Secondo la leggenda, Anne è stata concepita nella notte dell'incoronazione di Carlo. Sia Villiers che il re riconobbero Anne come sua figlia, e quindi era conosciuta con lo pseudonimo di Fitzroy, che significa "figlio del re", ma è stato anche supposto che fosse figlia di Philip Stanhope, IIº conte di Chesterfield "che ", afferma Lord Dartmouth," assomigliava moltissimo sia al viso che alla persona ".

## Vita
L'11 agosto 1674, all'età di tredici anni, Lady Anne si sposò a Hampton Court con il XV barone Dacre, Gentleman of the King's Bedchamber del re. 
Lo stesso giorno sua sorella di dieci anni, Lady Charlotte Fitzroy, era stata contratta in matrimonio con Sir Edward Lee (cresciuto da una precoce baronzia alla Contea di Lichfield due mesi prima, e anche Gentleman of the King's Bedchamber). Sia il matrimonio che la sua dote furono pagati da Carlo II. Dacre è stato successivamente creato Conte del Sussex.
Ad un certo punto Anne ebbe quasi certamente una relazione con Ortensia Mancini, un'amante di suo padre, Carlo II, e quindi una rivale di sua madre, la sua padrona in titolo. 
Per porre fine alla relazione, il marito di Anne, Lord Sussex, trasferì sua moglie in campagna. Nell'estate del 1678, Lady Sussex fu rapita da un convento di Parigi e sedotta da Ralph Montagu (in seguito primo duca di Montagu). Aveva 17 anni. Quest'ultimo fu successivamente l'amante sia della madre (la duchessa di Cleveland),che della figlia (Lady Sussex). 
In una lettera a re Carlo, datata "Parigi, martedì 28 maggio 1678", sua madre scrisse:
Non sono mai stata così sorpresa in tutta la mia vita come lo sono stata al mio arrivo qui, a trovare la mia Lady Sussex andatasene da casa mia e il monastero dove l'ho lasciata, questa sua lettera, di cui qui ti mando la copia. 
In tutta la mia vita non ho mai sentito parlare di quel governo di se stessa da quando sono andata in Inghilterra. 
Non è mai stata nel monastero due giorni insieme, ma ogni giorno è uscita con l'ambasciatore (Ralph Montagu), e spesso è rimasta quattro giorni insieme a casa mia, e ha inviato la sua carne all'ambasciatore; lui era sempre con lei fino alle cinque del mattino, stavano zitti, insieme, da soli e non lasciavano che il mio maitre d'hôtel, né nessuno dei miei servi, aspettasseró, solo l'ambasciatore. 
Questo ha creato un vociferare così grande a Parigi, che ora ne è il discorso principale. 
Sono così afflitta che riesco a malapena a scriverlo per piangere, vedere una bambina, che ho insistito come facevo su di lei, dovrebbe farmi tornare così male e unirsi al peggior degli uomini per rovinarmi.
Il marito di Anne era un "uomo popolare ma stravagante" che, per stravaganza e perdite a causa del gioco d'azzardo, dovette vendere la tenuta di Herstmonceaux e altri. Lord e Lady Sussex si separarono nel 1688 e rimase vedova nel 1715. La contessa del Sussex morì il 16 maggio 1721 o 1722, e fu sepolta a Linsted, nella contea del Kent.

## Discendenza
I figli della sua unione con Sussex erano due figli, che morirono nella prima infanzia; e due figlie, vissute fino all'età adulta, co-eredi del Barone Dacre:
- Barbara Lennard (Westminster, Londra, 12 luglio 1676 - Parigi, 1741)
- Charles Lennard, Lord Dacre (25 maggio 1682, Castello di Windsor - 13 marzo 1684).
- Henry Lennard: nato intorno al 1683 a Herstmonceaux, Sussex; è morto durante l'infanzia.
- Anne Lennard (17 agosto 1684, Sussex - Londra, 26 giugno 1755), sedicesima baronessa Dacre a pieno titolo. Sposato tre volte;
  - (I°) Si sposò per la prima volta con Richard Barrett-Lennard, Esq. (morto nel 1716), figlio di Dacre Barrett-Lennard e di sua moglie Jane, figlia maggiore di Arthur Chichester, il secondo conte di Donegal. Morì pochi mesi dopo il suo matrimonio con Lady Anne nel 1716, lasciando la moglie con un figlio. Il loro figlio era Thomas Barrett-Lennard, diciassettesimo barone Dacre (1717 - 12 gennaio 1786), che morì senza legittimi eredi.
  - (II°) La seconda volta, con Henry Roper, ottavo barone Teynham (morto il 16 maggio 1723). Tra gli altri figli ebbe Charles, che sposò Gertrude, sorella e co-erede di John Trevor, esq. di Glynde, nel Sussex, lasciatogli dopo la sua morte, nel 1754.Charles Trevor-Roper divenne il XVIII° barone Dacre (1745-1794). Morì senza eredi e il titolo passò a suo nipote, tranne il titolo di barone di Sacra, che restò alla moglie.

Gertrude Brand, XIX° baronessa Dacre (1750–3 ottobre 1819), che succedette a suo fratello, John, come baronessa Dacre. L'On. Gertrude Roper si è sposata con Thomas Brand, nella contea di Herts, da questi ebbe dei figli:
- - Thomas, XX° barone Dacre, (25 marzo 1774-21 marzo 1851), Dacre era il figlio maggiore di Thomas Brand, di The Hoo, Hertfordshire e Gertrude, diciannovesima baronessa Dacre, figlia dell'On. Charles Roper.
  - Henry Otway Trevor, XXI° barone Dacre, (27 luglio 1777 - 2 giugno 1853), era il secondo figlio di Thomas Brand e sua moglie la diciannovesima baronessa Dacre. Il 24 agosto 1806, sposò Pyne Crosbie (una sorella di William Crosbie, IV° barone Brandon ed ex moglie di Sir John Gordon, VI° baronetto) e ebbero sei figli:
    - Thomas Crosbie William Trevor, (5 dicembre 1808 - 26 febbraio 1890), XXII° barone Dacre, CB, maggiore generale dell'esercito, che si distinse durante la guerra in Spagna, figlio del sopracitato Henry Trevor e della moglie, Pyne Crosbie, figlia del reverendissimo Maurice Crosbie.
    - Henry Bouverie William Brand,(24 dicembre 1814 – Pau, 14 marzo 1892), XXIII° barone Dacre e Iº visconte Hampden, secondogenito del sopracitato Henry Trevor e della moglie, Pyne Crosbie, figlia del reverendissimo Maurice Crosbie.

(III°) Il terzo matrimonio fu con l'on. Robert Moore (morto nel 1728), quinto figlio di Henry Hamilton-Moore, conte di Drogheda, a Londra, da cui ebbe un figlio, Henry.

## Ascendenza
|                                                     |                 |                                  | Genitori                                    |  |  | Nonni |  |  | Bisnonni                                         |  |  | Trisnonni                    |  |
|                                                     |                 |                                  |                                             |  |  |       |  |  | James I, re d'Inghilterra, di Scozia e d'Irlanda |  |  | Henry Stuart, duca di Albany |  |
|                                                     |                 |                                  |                                             |  |  |       |  |  | James I, re d'Inghilterra, di Scozia e d'Irlanda |  |  | Henry Stuart, duca di Albany |  |
|                                                     |                 | Mary Stuart, regina di Scozia    |                                             |  |  |       |  |  | James I, re d'Inghilterra, di Scozia e d'Irlanda |  |  |                              |  |
| Charles I, re d'Inghilterra, di Scozia e d'Irlanda  |                 |                                  |                                             |  |  |       |  |  | James I, re d'Inghilterra, di Scozia e d'Irlanda |  |  |                              |  |
|                                                     |                 | Anna af Danmark                  | Frederik II, re di Danimarca                |  |  |       |  |  |                                                  |  |  |                              |  |
|                                                     |                 | Anna af Danmark                  | Frederik II, re di Danimarca                |  |  |       |  |  |                                                  |  |  |                              |  |
|                                                     |                 | Anna af Danmark                  | Sophie von Mecklenburg-Güstrow              |  |  |       |  |  |                                                  |  |  |                              |  |
| Charles II, re d'Inghilterra, di Scozia e d'Irlanda |                 | Anna af Danmark                  |                                             |  |  |       |  |  |                                                  |  |  |                              |  |
|                                                     |                 | Henri IV, re di Francia          | Antoine de Bourbon, duca di Vendôme         |  |  |       |  |  |                                                  |  |  |                              |  |
|                                                     |                 | Henri IV, re di Francia          | Antoine de Bourbon, duca di Vendôme         |  |  |       |  |  |                                                  |  |  |                              |  |
|                                                     |                 | Henri IV, re di Francia          | Jeanne III, regina di Navarra               |  |  |       |  |  |                                                  |  |  |                              |  |
| Henriette-Marie de France                           |                 | Henri IV, re di Francia          |                                             |  |  |       |  |  |                                                  |  |  |                              |  |
|                                                     |                 | Maria de' Medici                 | Francesco I de' Medici, granduca di Toscana |  |  |       |  |  |                                                  |  |  |                              |  |
|                                                     |                 | Maria de' Medici                 | Francesco I de' Medici, granduca di Toscana |  |  |       |  |  |                                                  |  |  |                              |  |
|                                                     |                 | Maria de' Medici                 | Johanna von Österreich                      |  |  |       |  |  |                                                  |  |  |                              |  |
| Anne FitzRoy, contessa di Sussex                    |                 | Maria de' Medici                 |                                             |  |  |       |  |  |                                                  |  |  |                              |  |
|                                                     | Edward Villiers | George Villiers                  |                                             |  |  |       |  |  |                                                  |  |  |                              |  |
|                                                     | Edward Villiers | George Villiers                  |                                             |  |  |       |  |  |                                                  |  |  |                              |  |
|                                                     | Edward Villiers | Audrey Saunders                  |                                             |  |  |       |  |  |                                                  |  |  |                              |  |
| William Villiers, II visconte Grandison             | Edward Villiers |                                  |                                             |  |  |       |  |  |                                                  |  |  |                              |  |
|                                                     |                 | Barbara St. John                 | John St. John                               |  |  |       |  |  |                                                  |  |  |                              |  |
|                                                     |                 | Barbara St. John                 | John St. John                               |  |  |       |  |  |                                                  |  |  |                              |  |
|                                                     |                 | Barbara St. John                 | Lucy Hungerford                             |  |  |       |  |  |                                                  |  |  |                              |  |
| Barbara Palmer, I duchessa di Cleveland             |                 | Barbara St. John                 |                                             |  |  |       |  |  |                                                  |  |  |                              |  |
|                                                     |                 | Paul Bayning, I visconte Bayning | Paul Bayning                                |  |  |       |  |  |                                                  |  |  |                              |  |
|                                                     |                 | Paul Bayning, I visconte Bayning | Paul Bayning                                |  |  |       |  |  |                                                  |  |  |                              |  |
|                                                     |                 | Paul Bayning, I visconte Bayning | Susanna Norden                              |  |  |       |  |  |                                                  |  |  |                              |  |
| Mary Bayning                                        |                 | Paul Bayning, I visconte Bayning |                                             |  |  |       |  |  |                                                  |  |  |                              |  |
|                                                     |                 | Anne Glemham                     | Henry Glemham                               |  |  |       |  |  |                                                  |  |  |                              |  |
|                                                     |                 | Anne Glemham                     | Henry Glemham                               |  |  |       |  |  |                                                  |  |  |                              |  |
|                                                     |                 | Anne Glemham                     | Anne Sackville                              |  |  |       |  |  |                                                  |  |  |                              |  |
|                                                     |                 | Anne Glemham                     |                                             |  |  |       |  |  |                                                  |  |  |                              |  |